# Markko Märtin
Markko Märtin (Tartu, 10 de novembro de 1975) é um automobilista estoniano, que competiu no Campeonato Mundial de Rali de 2000 até  2005. Fez sua estréia como piloto em 1993, mas a sua primeira participação à nível mundial aconteceu em 1997. 

## Piloto de rali
Em 2003 com a Ford Focus WRC, Märtin venceu o Rali da Acrópole, na Grécia, bem como foi também o terceiro piloto na história do Campeonato Mundial de Rali a quebrar a pressão escandinava e vencer no mesmo ano o Neste Rally na Finlândia. Somado a isso, Märtin foi o primeiro a vencer, novamente com a Ford, o recém-criado Corona Rally no México em 2004. Venceu também os ralis da Córsega e Catalunha no mesmo ano. Essas vitórias seriam as últimas do seu co-piloto Michael Park.
Para 2005 Märtin mudou de equipe e foi pilotar o carro 307 da Peugeot. Infelizmente, em comparação com a excelente campanha do ano anterior, o início da nova temporada foi frustrante.
No domingo, 18 de setembro de 2005, na última fase do evento, dois quilômetros após largar da etapa 15 em Margam Park, o Peugeot de Märtin se chocou gravemente contra uma árvore. Apesar do piloto estoniano ter saído ileso do acidente, seu co-piloto Michael Park teve morte instantânea, a primeira fatalidade para um competidor de nível de Campeonato Mundial em mais de uma década. Como conseqüência, Märtin anunciou que abandonaria os últimos quatro eventos da temporada 2005.
Extremamente abalado com o que aconteceu a Park, Märtin efetivamente deixou o campeonato. Foi chefiar uma equipe júnior de rali na Estônia, deixando claro que recusaria qualquer convite para voltar a correr novamente no campeonato principal. Ele reclamou do tratamento que a FIA dispensa ao WRC, dizendo que as séries tinham perdido muito de seu brilho e pedia uma revisão das regras . 
Contudo, Märtin fez um retorno limitado na competição em março de 2006 no Rali de Portugal. O evento de exibição foi mantido como um candidato para o WRC. Markko competiu em um Subaru Impreza, seu primeiro passeio em um carro com as especificações FIA do Grupo N. Seu co-piloto foi David Senior, que havia anteriormente trabalhado com Alister McRae. 

### Vitórias no Campeonato Mundial de Rali
| # | Evento                                              | Temporada | Co-piloto    | Carro         |
| - | --------------------------------------------------- | --------- | ------------ | ------------- |
| 1 | 50 th BP Ultimate Acropolis Rally of Greece         | 2003      | Michael Park | Ford Focus RS |
| 2 | 53rd Neste Rally Finland                            | 2003      | Michael Park | Ford Focus RS |
| 3 | 18º Corona Rally México                             | 2004      | Michael Park | Ford Focus RS |
| 4 | 48ème Tour de Corse - Rallye de France              | 2004      | Michael Park | Ford Focus RS |
| 5 | 40º Rallye Catalunya-Costa Brava (Rallye de España) | 2004      | Michael Park | Ford Focus RS |

## Piloto de carro de turismo
Em 9 de março de 2006 foi anunciado que Märtin iria participar do Campeonato Dinamarquês de Carros de Turismo. Ele se juntaria à equipe de Hans Hartmann da Honda Racing. Morten Alstrup, o chefe de imprensa dos Carros de Turismo da Dinamarca (CTD), disse que Märtin participará de toda a temporada, composta de nove eventos no período de 30 de abril a 15 de outubro de 2006.